# 金耳
金耳 （ジンアル(jīn er)、きんじ、学名：Tremella aurantialba）、別名金銀耳、黄木耳、黄耳、シロキクラゲ目の 菌類の一種であり、中国ではキノコとして食用とされる。中国に広く分布。

## 形状
金耳の子実体は脳或いは腫瘍のような形状をしており、色は鮮黄色または山吹色、長さおよび幅は3-12cm、高さ2-8cmである。乾燥すると収縮するが、基本的な形状は保たれる。胞子はほぼ球形または梨形をしている。

## 分布
金耳は針葉樹とブナ科の広葉樹の混交林のうち、日当たりが良く、風があまり当たらない谷に分布する。福建省、吉林省、黒竜江省、チベット、四川省、山西省、江西省、雲南省など中国の広い地域に分布する他、現在では人工的な栽培もなされている。

## 化学組成
金耳の子実体には、タンパク質、砂糖、17種類のアミノ酸、長鎖脂肪酸、β-カロチン、ミネラル、ビタミンなどが含まれている。

## 薬用
金耳の子実体を砂糖と水で調理し、スープ状にしたもの（金耳羹）は、高血圧、肝熱弱、脱力感、胃や十二指腸潰瘍、慢性胃炎および胃腸腫瘍を和らげる健康食品として知られる。

## 参照
1. 1 2 3 4 5  郑汉臣 (2003). 《中国食用本草 植物卷》. 上海辞书出版社. p. p.13. ISBN 7-5326-1326-7
2. ↑  中国科学院中国孢子植物志编辑委员会. “金耳”.  中国真菌志（第二卷）银耳目和花耳目. 2020年5月28日閲覧。[リンク切れ]